# Rico Rogers
Rico Dene Thomas Rogers (* 25. April 1978) ist ein neuseeländischer Straßenradrennfahrer.
Rico Rogers konnte 2007 den Blenheim-Nelson Classic für sich entscheiden. 2010 erhielt er beim Giant Asia Racing Team seinen ersten Vertrag bei einem internationalen Radsportteam. In seinem ersten Jahr dort konnte er zwei Etappen bei der Tour of Gippsland gewinnen und belegte in der Gesamtwertung den dritten Platz. Bei der Tour of China gewann er die vierte Etappe. In den nächsten Jahren gewann er verschiedene Abschnitte internationaler Etappenrennen, darunter 2011 eine Etappe bei der hors categorie-Rundfahrt Tour of Qinghai Lake.

## Erfolge
2010
- zwei Etappen Tour of China

2011
- eine Etappe Tour de Taiwan
- eine Etappe Tour of Qinghai Lake
- eine Etappe Tour of China

2012
- Grand Prix de Pérenchies

2013
- eine Etappe Tour of Thailand
- eine Etappe An Post Rás
- eine Etappe Tour of China II

## Teams
- 2010 Giant Asia Racing Team (ab 10. September)
- 2011 Giant Kenda Cycling Team
- 2012 Node 4-Giordana Racing
- 2013 Synergy Baku Cycling Project
- 2014 OCBC Singapore Continental Cycling Team
- 2015 African Wildlife Safaris Cycling Team